# Circuit de Bahrain
El Circuit de Bahrain situat a la capital Al-Manama acull el Gran Premi de Bahrain de Fórmula 1 des de l'any 2004 i també curses de GP2.
La construcció del circuit, iniciativa del príncep Shaikh Salman bin Hamad Al Khalifa, va esdevenir un objectiu nacional de Bahrain. El príncep és actualment el president honorífic de la Federació Automobilística de Bahrain.
Els organitzadors de la cursa estaven preocupats perquè el circuit no estigués acabat a temps de manera que van proposar que el primer Gran Premi s'endarrerís fins al 2005, però el cap de la Fórmula 1, Bernie Ecclestone ho va refusar, de manera que es va acabar disputant tot i que no s'havien acabat la totalitat de les instal·lacions.
El circuit té un únic problema. Situat al mig del desert, hi havia la preocupació que la sorra del desert portada pel vent embrutés la pista. Però de moment els organitzadors han pogut mantenir la sorra fora de la pista aplicant cola amb esprai a la que envolta el traçat.
El circuit va ser dissenyat per l'arquitecte alemany Hermann Tilke i va costar aproximadament 150 milions de dòlars americans.

## Traçats
El circuit té sis possibles configuracions:

Traçat de Gran Premi, usat per la F1 entre 2004 i 2009, i des del 2012.
Traçat de resistència, usat per la F1 el 2010.
Traçat oval
Traçat interior
Traçat exterior
Traçat del Paddock

En el gran premi d'automobilisme s'hi fan un total de 57 voltes, de manera que es recorren 308,769 km.